# Ataque sindical
Um ataque sindical (em inglês: union raid) ocorre quando um sindicato desafiante ou marginal tenta assumir a base de associados de um sindicato existente, normalmente por meio de uma eleição de invasão sindical (em inglês: union raid election) nos Estados Unidos e Canadá.
As incursões sindicais têm sido criticadas pelo movimento sindicalista porque promovem a rivalidade entre sindicatos e desviam recursos da organização da força de trabalho não sindicalizada nos Estados Unidos e no Canadá, a maioria da força de trabalho total.

## História
Os ataques podem ser informais, por meio de campanhas e/ou solicitações aos membros de um sindicato titular, ou mais diretas, por meio de um sindicato externo que convoca uma eleição de descertificação, numa tentativa de assumir o controlo dos membros de um sindicato titular. Entre 1975 e 1989, mais de 1.414 eleições multissindicais de ataque sindical foram documentadas pelo NLRB nos Estados Unidos. No Canadá, os dados oficiais sobre a escala e o sucesso dos ataques sindicais estão limitados ao governo federal e à província da Colúmbia Britânica. Um estudo de investigação sobre o Ontário, a província mais populosa do Canadá, encontrou 1.046 ataques multissindicais em eleições entre 1975 e 2003, com 181 ataques atribuídos aos ataques dos Trabalhadores Automóvel Canadianos e do SEIU Healthcare ao longo dos anos de 2001-2002.

### United Electrical Workers
Após a Lei Taft-Hartley em 1947, uma série de eleições sindicais foram promulgadas pelo CIO;  contra os filiados sindicais de esquerda recentemente expulsos, representando quase metade de todas as eleições sindicais no ano de 1950. A maioria desses ataques ocorreu entre os expulsos United Electrical Workers e a recém-formada filial anticomunista do CIO a International Union of Electrical Workers.  É debatido se eles devem ser consideradas ataques sindicais. Muitos sindicatos locais estavam efetivamente a votar em qual facção da divisão "Trabalhadores Elétricos Unidos" eles se queriam filiar.

### Acordos de não ataque
Os ataques do sindicato Teamsters, filiado à AFL, foram um problema tão sério que levou os centros sindicais AFL,  e o CIO, que tentaram assinar um acordo de não ataque durante anos, a finalmente negociar e implementar tal pacto em dezembro de 1953. Inicialmente, o presidente dos Teamsters, Dave Beck, recusou-se a assinar o acordo e ameaçou retirar os Teamsters da AFL se fossem forçados a aderir ao acordo. Três meses após a assinatura do pacto, os Teamsters concordaram em submeter-se aos termos do acordo de não-ataque. Pouco tempo depois, a AFL adotou o Artigo 20 da sua constituição, que proibia os seus sindicatos membros de se atacarem uns aos outros.
Em 1968, a Alliance for Labor Action, composta pelos United Auto Workers e pelos Teamsters, ofereceu à AFL-CIO um pacto de não-invasão como um primeiro passo para construir uma relação de trabalho entre os centros sindicais concorrentes, mas a oferta foi rejeitada.
Desde 1992, a constituição da AFL-CIO contém uma cláusula dentro do Artigo XX que proíbe ataques sindicais entre os seus afiliados, com várias soluções para resolver conflitos intersindicais.